# Opatówka

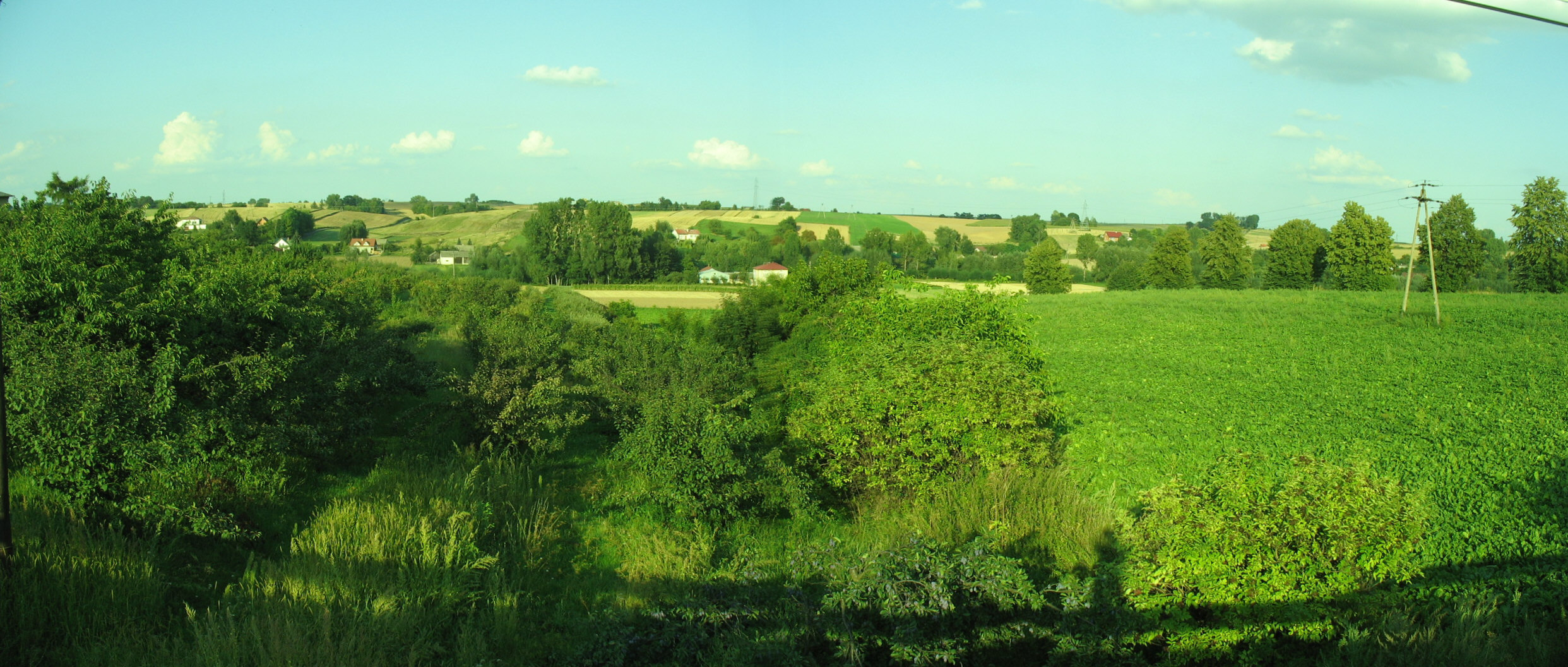
Tal der Opatówka in Wąworków

Die Opatówka [ɔpaˈtufka] ist ein linker Zufluss der Weichsel in Polen. Sie entspringt nördlich der Gora Truskolaska in 332 m Höhe in den Heiligkreuzbergen im Kielcer Bergland und verläuft in ostsüdöstlicher Richtung bis zur Mündung in 138 m Höhe in die Weichsel bei Szczytniki (Gmina Dwikozy) oberhalb von Zawichost, wobei sie die Kreisstadt Opatów berührt. Die Gesamtlänge von der Quelle bis zur Mündung beträgt 51,5 km. Das Einzugsgebiet wird mit 282 km² angegeben.